# Wierzchniactwo
Wierzchniactwo (łac. epispadiasis) – wada wrodzona cewki moczowej. Występuje częściej u noworodków męskich.
Z powodu niewykształcenia się cewki moczowej w całkowicie zamknięty przewód rurowy ujście zewnętrzne cewki znajduje się na grzbietowej powierzchni prącia.